# Bifaxaria bilabiata
Bifaxaria bilabiata är en mossdjursart som beskrevs av Harmer 1957. Bifaxaria bilabiata ingår i släktet Bifaxaria och familjen Bifaxariidae. Inga underarter finns listade i Catalogue of Life.